# Vijaya (nome)
Vijaya  è un nome proprio di persona indiano maschile e femminile.

## Varianti
- Maschili: विजय (Vijay)[1]

### Varianti in altre lingue
- Bengalese
  - Maschili: Bijay[1], Bijoy[1]

## Origine e diffusione
Nome ben attestato nei testi induisti, è portato da un nipote di Indra, figlio di Krishna, ed è anche un altro nome della dea Durgā, oltre ad essere stato portato da Vijaya, un leggendario re dello Sri Lanka. Al maschile è scritto विजय e al femminile विजया, entrambi traslitterati in Vijaya; il suo significato è "vittoria", lo stesso dei nomi Vittoria, Nike e Győző.

## Onomastico
Il nome è adespota, non essendo portato da alcun santo, quindi l'onomastico ricade il 1º novembre, giorno di Ognissanti.

## Persone

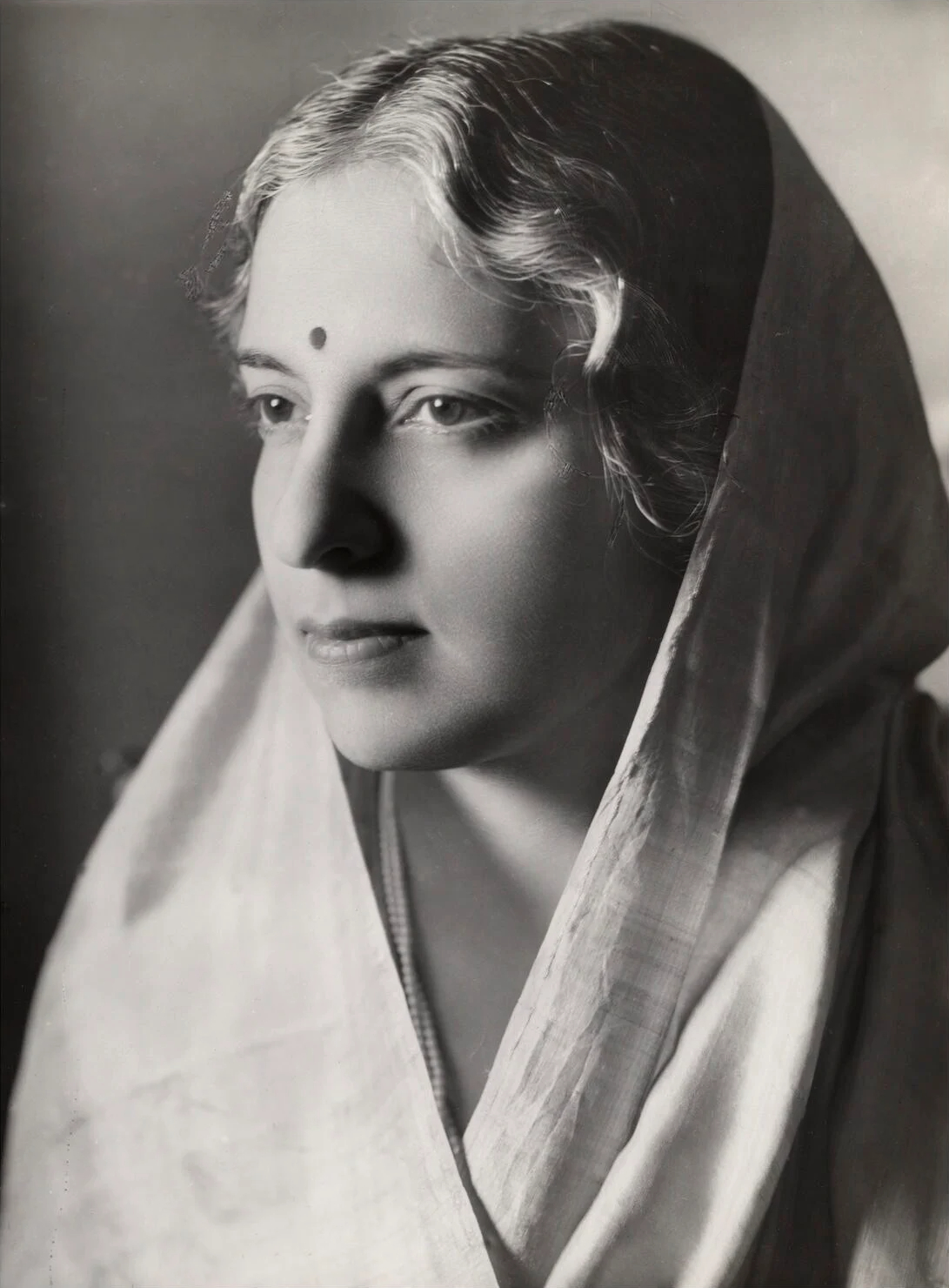
Vijaya Lakshmi Pandit

### Femminile
- Vijaya Lakshmi Pandit, politica e diplomatica indiana
- Vijaya Raje Scindia, Regina di Gwalior e politica indiana

### Maschile
- Vijaya di Sri Lanka, re di Sri Lanka

### Variante maschile Vijay

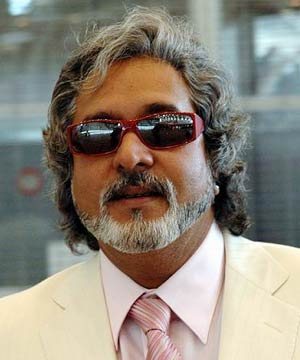
Vijay Mallya

- Vijay Amritraj, tennista, attore e telecronista sportivo indiano
- Vijay Kumar, tiratore indiano
- Vijay Mallya, imprenditore e politico indiano
- Vijay Singh, golfista figiano
- Vijay, attore indiano